# Konkordija Evgen'evna Antarova
Konkordija Evgen'evna Antarova, detta Kora (in russo Конкордия Евгеньевна Антарова?; Varsavia, 13 aprile 1886 – Mosca, 6 febbraio 1959), è stata un contralto russo.

## Biografia
Nata nel Regno del Congresso nel 1886, Konkordija Antarova era la nipote si secondo grado di Sof'ja L'vovna Perovskaja. Rimasta orfana di entrambi i genitori durante l'adolescenza, si decise ad entrare in convento, ma Giovanni di Kronštadt la dissuase. Nel 1901 si trasferì a San Pietroburgo e, dopo qualche anno come insegnante, portò a compimento i suoi studi musicali, venendo scritturata dal Teatro Imperiale nel 1907.
Dopo un anno come mezzosoprano solista, fu chiamata a Mosca per rimpiazzare all'ultimo momento una cantante indisposta al Teatro Bol'šoj, dove esordì nel ruolo di Ratmir in Ruslan e Ljudmila. Parallelamente all'attività concertistica e operistica, studiò recitazione con Konstantin Sergeevič Stanislavskij tra il 1918 e il 1922. Continuò a cantare con la compagnia quasi ininterrottamente fino al 1936, cantando in ruoli quali Carmen, Fricka ne La Valchiria, Dalila in Samson et Dalila, Ol'ga in Eugenio Onegin, Lel' in Sneguročka, Vanja in Una vita per lo Zar, la Contessa ne La dama di picche e Frosshilde ne L'oro del Reno e Il crepuscolo degli dei. Nel 1933 fu insignita del titolo di Artista del popolo della Federazione Russa.
Dai primi anni trenta alla morte fu legata sentimentalmente alla matematica Ol'ga Cuberbiller. Dopo il ritiro dalle scene si dedicò alla scrittura, scrivendo un libro di Stanislavskij e un romanzo teosofista in due volumi, intitolato Dve žizni ed edito nel 1993. Morì nel 1959 e fu sepolta al Cimitero di Novodevičij; alla sua morte nel 1975, Cuberbiller fu sepolta accanto a lei.